# طائر (فلم)
طائر  (بالإنجليزية: Bird) هو فيلم دراما تم إنتاجه في الولايات المتحدة وصدر في سنة 1988. الفيلم من إخراج كلينت إيستوود.

## بطولة
- فورست ويتكر

## الميزانية والإيرادات
بلغت تكلفة إنتاج الفيلم حوالي 9-14.4 مليون دولار بينما حقق أرباحا تقدر بـ 2,181,286 دولار.

### ترشيحات وجوائز
| السنة | الحدث          | الفئة          | النتيجة  |
| ----- | -------------- | -------------- | -------- |
|       | جائزة الأوسكار | أفضل خلط أصوات | فـــــوز |

## وصلات خارجية
- مقالات تستعمل روابط فنية بلا صلة مع ويكي بيانات

1. ↑  "معلومات عن طائر (فيلم) على موقع scope.dk". scope.dk. مؤرشف من الأصل في 2007-07-17.
2. ↑  "معلومات عن طائر (فيلم) على موقع isan.org". isan.org. مؤرشف من الأصل في 2019-12-10.
3. ↑  "معلومات عن طائر (فيلم) على موقع d-nb.info". d-nb.info. مؤرشف من الأصل في 2019-12-10.